# 리가켐바이오사이언스
주식회사 리가켐바이오사이언스(영어: LigaChem Biosciences)는 대한민국의 바이오 기업이다.

## 역사
2006년 대덕의 LG화학(구 LG생명과학)에 근무하던 핵심 인력들이 나와 창업했다.

## 상표 분쟁
레고켐바이오가 2018년 등록한 상표인 '레고켐파마'(LEGOCHEMPHARMA)가 장난감 '레고'를 연상시켜 식별력과 명성이 손상될 우려가 있다며 레고쥬리스에이에스(LEGO Juris A/S)가 제기한 등록 무효 소송에서 대법원은 무효로 한다는 판결을 확정했다

## 오리온 인수
오리온그룹이 5,500억원 현금을 투자해 리가켐바이오의 지분 25%를 확보해 최대주주가 되었다.#